# تیم ملی فوتبال توگو
تیم ملی فوتبال توگو نماینده کشور توگو در مسابقات بین‌المللی و آفریقایی است که زیر نظر فدراسیون فوتبال توگو فعالیت می‌کند.
اولین بازی رسمی این تیم در تاریخ ۱۳ اکتبر ۱۹۵۶ میلادی در برابر تیم ملی فوتبال غنا برگزار شده است. این تیم درجام جهانی ۲۰۰۶ حضور داشت و با سه باخت و تنها یک گل زده از دور رقابت‌ها خارج شد.
تیم ملی توگو در تاریخ سیزدهم مهر ۱۳۹۶، بازی دوستانه‌ای با تیم ملی ایران در تهران برگزار کرد و با نتیجه ۲-۰ شکست خورد.